# حمار في جلد أسد

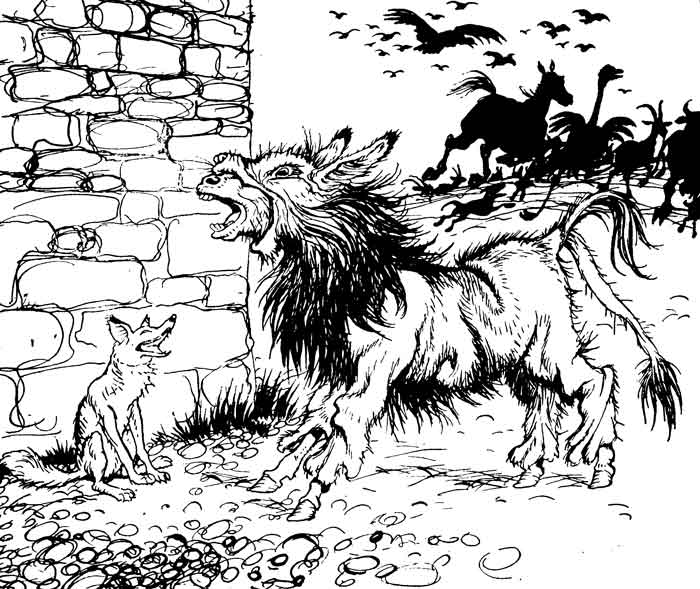
الحمار يرتدي جلد الأسد.

الحمار يرتدي جلد الأسد من حكايات إيسوب التي انتشرت في أرجاء العالم.

## الحكاية
في يوم من الأيام عثر الحمار على جلد أسد فارتداه، وكان يزمجر متخفيا في هذا الزي فيخيف جميع الحيوانات الغبية التي يلقاها. وعندما صادف ثعلبا أراد الحمار أن يخيفه وهو يتخفى في جلد الأسد، لكن الثعلب ما أن سمع صوته حتى قال: إن أردت حقا إخافتي فقد كان عليك أن تخفی نهيقك أيضا.
الحكمة الأخلاقية من القصة تقول: الملابس قد تخفي الأحمق، لكن كلماته تفضحه!